# Ali Al Tantawi
Ali Al Tantawi (en arabe علي الطنطاوي ; né le 12 juin 1909 à Damas et mort le 18 juin 1999 à Djeddah) est un universitaire, juriste et auteur saoudien,,,,,,,,,, et activiste islamiste.

## Biographie
,,,,,,.
Ali Al Tantawi est originaire d'une famille de lettrés égyptiens qui a émigré à Damas à la fin du XIXe siècle. C'est dans cette ville qu'il étudie le droit avant de devenir tour à tour enseignant, juriste et animateur de radio.
Il s'est opposé à l'impérialisme occidental dans les pays arabes et, en particulier, à la présence de la France comme mandataire en Syrie et celle de l'Angleterre en Irak. Après l'indépendance de la Syrie, en 1947, ses positions contre le communisme, qu'il considère incompatible avec l'Islam lui valent d'être menacé dans son propre pays. En 1963, il quitte la Syrie pour l'Arabie Saoudite et devient enseignant dans les Shari’a and Arabic Language Colleges de Riyad puis de La Mecque, avant de se consacrer à l'écriture et aux prêches. 
Extrêmement populaire dans son pays d'adoption, il a présenté des programmes à la radio et à la télévision pendant un quart de siècle et reçoit en 1990 le Prix international roi Fayçal pour services rendus à l'Islam.

## Œuvres
- Connaître l'Islam, Editeur Dar Al-Manara (2001)
- Le récit de la vie de Umar, Ibn Hazm editions (2010)  (ISBN 978-9953819761)